# Ravni (Užice)
Ravni (Servisch cyrillisch Равни) is een plaats in de Servische gemeente Užice. De plaats telt 558 inwoners (2002).